# Grootvorstendom Finland
Het grootvorstendom Finland, ook wel het groothertogdom Finland genoemd, (Fins: Suomen suuriruhtinaskunta, Zweeds: Storfurstendömet Finland, Latijn: Magnus Ducatus Finlandiæ, Russisch: Великое княжество Финляндское, Velikoje knjazsjestvo Finljandskoje) was de voorgangersstaat van hedendaags Finland. Het bestond van 1809 tot 1917 en was een deel van het keizerrijk Rusland. Het werd zodanig geregeerd door de Russische keizer die diende als grootvorst.

## Geschiedenis
Het kleinere Varsinais-Suomi verkreeg de titel grootvorstendom in 1581, toen koning Johan III van Zweden, die als prins van 1556 tot 1561/1563 al koninklijke hertog van Finland was geweest, de lijst van toegevoegde titels van de koningen van Zweden behoorlijk uitbreidde. De nieuwe titel "Grootvorst van Finland" zorgde niet voor meer Finse autonomie. Tijdens de daaropvolgende twee eeuwen werd de titel gebruikt door enkele van de opvolgers van Johan III, maar niet door allemaal; zijn broer Karel IX gebruikte bijvoorbeeld in plaats daarvan de titel "Koning van de Finnen". Meestal werd het gewoon als een extra titel van de koning gebruikt en dan alleen op zeer formele gelegenheden. In 1802 gaf koning Gustaaf IV Adolf de titel echter aan zijn zoon (die drie jaar later stierf), als een indicatie van een oplossing om Finland binnen Zweden te houden onder toenemende druk van de Russen.

### Russische annexatie
Tijdens de Finse Oorlog tussen Zweden en het Russische Rijk, werden de Vier Standen van bezet Finland verzameld in de Landdag van Porvoo op 29 maart 1809 om trouw te zweren aan Alexander I van Rusland. 
Na de Zweedse nederlaag in de oorlog en het tekenen van de Vrede van Fredrikshamn op 17 september 1809 werd Finland een echt autonoom grootvorstendom als onderdeel van het Russische Rijk. De in Finland geboren Gustaf Mauritz Armfelt was essentieel voor de stichting van het grootvorstendom als een eenheid met relatief meer autonomie dan de rest van de staten binnen het rijk en voor het herkrijgen van de gebieden van het zogenaamde Oud-Finland, dat verloren was gegaan aan Rusland in de voorgaande eeuw.
De geschiedenis van het grootvorstendom kan grofweg worden onderscheiden in:
- 1809–1862: vijftig jaar van consolidatie, tijdens welke de autoriteiten van de grootvorsten erin slaagden om het Russische hof te overtuigen van niet alleen hun loyaliteit maar die van alle Finnen;
- 1863–1898: vijfendertig jaar van vergrote onafhankelijkheid, waaronder de hernieuwde instelling van de Finse landdag en het verhogen van de status van het Fins van een taal voor simpele lieden naar een nationale taal, gelijkwaardig aan het Zweeds;
- 1899–1917: twintig jaar van pogingen tot russificatie, die, hoewel onsuccesvol, de basis vormde voor de gecompliceerde Finse relatie met de Sovjet-Unie daarna. Dit tijdvak wordt in Finland ook wel omschreven als 'de jaren van onderdrukking'.

De tsaar bestuurde Finland als een constitutioneel monarch door middel van zijn gouverneur en een autochtone Finse Senaat die door hem werd benoemd. Het land kende een grote mate van autonomie tot aan zijn onafhankelijkheid in 1917.

### Revolutie en onafhankelijkheid
In 1917, na de Februarirevolutie in Rusland, werkte de regering van Finland aan het verzekeren van de Finse autonomie in binnenlandse zaken en mogelijk zelfs aan de vergroting hiervan. Op 6 december 1917, kort na de Oktoberrevolutie in Rusland, verklaarde Finland zich onafhankelijk. Prins Frederik Karel van Hessen werd verkozen tot de nieuwe monarch, als koning in plaats van grootvorst, waarmee de nieuwe status van de natie werd gemarkeerd. Hij regeerde echter nooit, omdat er een republiek werd uitgeroepen.
De onafhankelijkheid werd door de nieuwe regering van Bolsjewistisch Rusland erkend op 4 januari 1918. 
Op 27 januari brak echter de Finse Burgeroorlog uit tussen de door de bolsjewisten gesteunde Finse socialisten en hun tegenstanders, de 'witte' conservatieven. De socialisten riepen met steun van de Russische bolsjewieken de volksrepubliek Finland uit en veroverden delen van het zuiden, alvorens de conservatieven met Duitse hulp de socialisten versloegen. 
In 1919 poogden Finse vrijwilligers tevergeefs om delen van Oost-Karelië op de Russen te veroveren (Aunus-expeditie), maar in 1920 sloten de Finnen en de Russen de Vrede van Tartu. Het zou tot 1939 duren alvorens de Sovjet-Unie een nieuwe poging deed om delen van Finland in te lijven (Winteroorlog).

## Bestuurlijke indeling

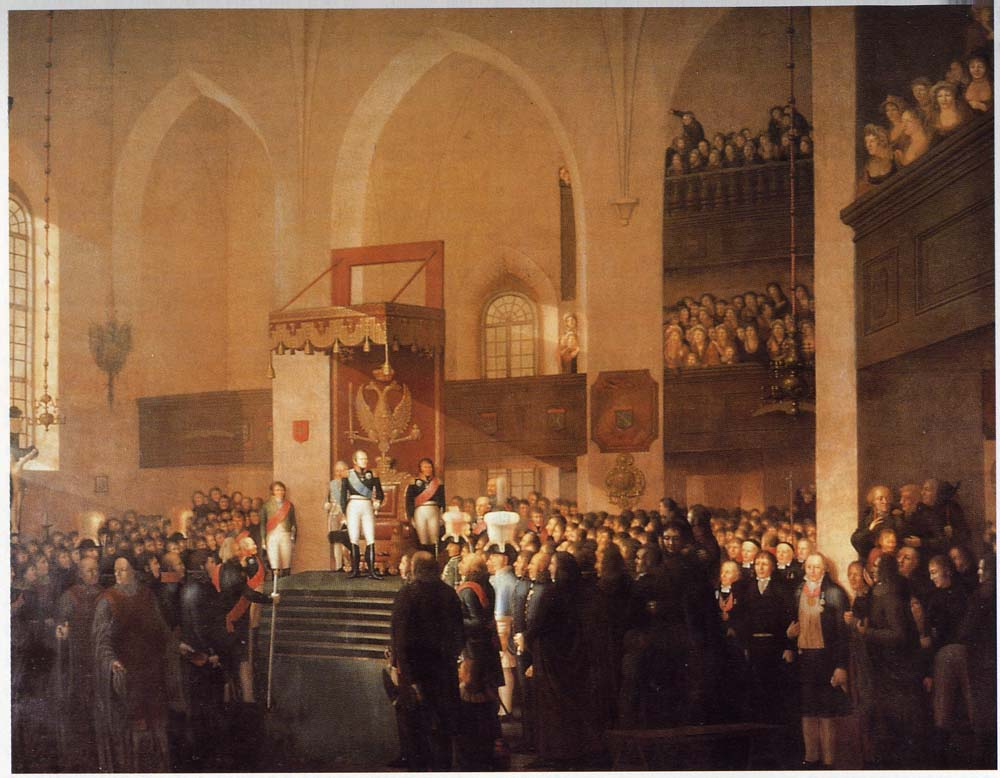
Tsaar Alexander I opent de Landdag van Porvoo in 1809

| Goebernija/Län/Lääni        | Fins                 | Russisch                    | Bestuurlijk centrum | Oppervlakte (km²) | Bevolking (x 1000 in 1905) |
| --------------------------- | -------------------- | --------------------------- | ------------------- | ----------------- | -------------------------- |
| provincie Åbo en Björneborg | Turun ja Porin lääni | Або-Бьернеборгская губерния | Åbo                 | 22,9              | 470                        |
| provincie Vaasa             | Vaasan lääni         | Вазаская губерния           | Vaasa               | 38,3              | 479                        |
| provincie Vyborg            | Viipurin lääni       | Выборгская губерния         | Vyborg              | 31,5              | 458                        |
| provincie Kuopio            | Kuopion lääni        | Куопиоская губерния         | Kuopio              | 35,6              | 319                        |
| provincie Nyland            | Uudenmaan lääni      | Нюландская губерния         | Helsingfors         | 11,1              | 327                        |
| provincie Sankt Michel      | Mikkelin lääni       | Санкт-Михельская губерния   | Sankt Michel        | 17,2              | 192                        |
| provincie Tavastehus        | Hämeen lääni         | Тавастгусская губерния      | Tavastehus          | 18,0              | 317                        |
| provincie Uleåborg          | Oulun lääni          | Улеаборгская губерния       | Uleåborg            | 157,0             | 295                        |